# 锯齿根球虫
锯齿根球虫（学名：Rhizosphaera serrata）为星球虫科根球虫属的动物。分布于中太平洋、大西洋、印度洋，包括东海等海域。